# روبرت هاردي أندروز
روبرت هاردي أندروز (بالإنجليزية: Robert Hardy Andrews)‏ (19 أكتوبر 1903، إفينغم في الولايات المتحدة - 11 نوفمبر 1976، سانتا مونيكا في الولايات المتحدة)؛ كاتب سيناريو وروائي أمريكي.

## روابط خارجية
- روبرت هاردي أندروز على موقع IMDb (الإنجليزية)
- روبرت هاردي أندروز على موقع ألو سيني (الفرنسية)
- روبرت هاردي أندروز على موقع أول موفي (الإنجليزية)
- روبرت هاردي أندروز على موقع قاعدة بيانات الأفلام السويدية (السويدية)
- روبرت هاردي أندروز على موقع قاعدة بيانات الفيلم (الإنجليزية)
- روبرت هاردي أندروز على موقع كينوبويسك (الروسية)